# Bertil Franklin
Karl Bertil Edgar Franklin, född 17 mars 1927 i Jönköping, död 24 maj 1993, var en svensk arkitekt.
Efter studentexamen i Jönköping 1946 utexaminerades Franklin från Kungliga Tekniska högskolan i Stockholm 1952 och från Kungliga Konsthögskolan i Stockholm 1959. Han var arkitekt vid Helge Zimdals Arkitektkontor AB i Stockholm 1952–1956, vid Bertil Mattssons arkitektkontor i Luleå 1956–1961 samt delägare i MAF Arkitektkontor från 1961. Han ritade bland annat Bergviksskolan, Missionskyrkan, Örnäsets kyrka, Mjölkuddskyrkan och driftskontor för Norrbottens järnverk i Luleå. Han var ordförande i Norrbottens tekniska förening från 1966.